# Осипов, Леонид Михайлович
Леони́д Миха́йлович О́сипов (6 февраля 1943, Москва — 5 ноября 2020, Москва) — советский ватерполист, олимпийский чемпион, полковник ВМФ.
Заслуженный мастер спорта СССР (1964). Призёр трех Олимпиад, капитан сборной СССР, капитан команды ЦСК ВМФ и в последующем главный тренер Советской Армии и ВМФ по водному поло.
Удостоен медали «Адмирал Горшков», медали «Знак Почёта»
В 1964 году окончил ГЦОЛИФК, а в 1970 МГУ.

## Карьера
На Олимпиаде в Токио в составе сборной СССР завоевал бронзовую медаль. Через четыре года в Мехико СССР стал серебряным призёром, уступив в финале команде Югославии. В 1972 году наконец стал чемпионом Олимпийских игр.
Серебряный призёр первого чемпионата мира 1973 года.
Двукратный победитель чемпионата Европы — в 1966 и 1970 году.
Чемпион Спартакиады народов СССР 1967 года.
Член КПСС с 1971 года. После завершения карьеры некоторое время работал главным тренером Вооруженных Сил по водному поло. В течение ряда лет избирался в технический комитет ФИНА.
Похоронен на Троекуровском кладбище в Москве (уч. 19).